# Feröer a 2011-es úszó-világbajnokságon
Feröer a 2011-es úszó-világbajnokságon egy úszóval vett részt.

## Úszás
Férfi
| Versenyző   | Esemény                       | Selejtező | Selejtező | Elődöntő | Elődöntő | Döntő    | Döntő    |
| Versenyző   | Esemény                       | Idő       | Helyezés  | Idő      | Helyezés | Idő      | Helyezés |
| ----------- | ----------------------------- | --------- | --------- | -------- | -------- | -------- | -------- |
| Pál Joensen | Férfi 800 méteres gyorsúszás  | 7:45.55   | 2 Q       |          |          | 7:46.51  | 5        |
| Pál Joensen | Férfi 1500 méteres gyorsúszás | 14:56.66  | 6 Q       |          |          | 14:46.33 | 4        |